# Drepanorchis fabacea
Drepanorchis fabacea is een krabbezakjessoort uit de familie van de Sacculinidae. De wetenschappelijke naam van de soort is voor het eerst geldig gepubliceerd door Boschma.